# Necromancia

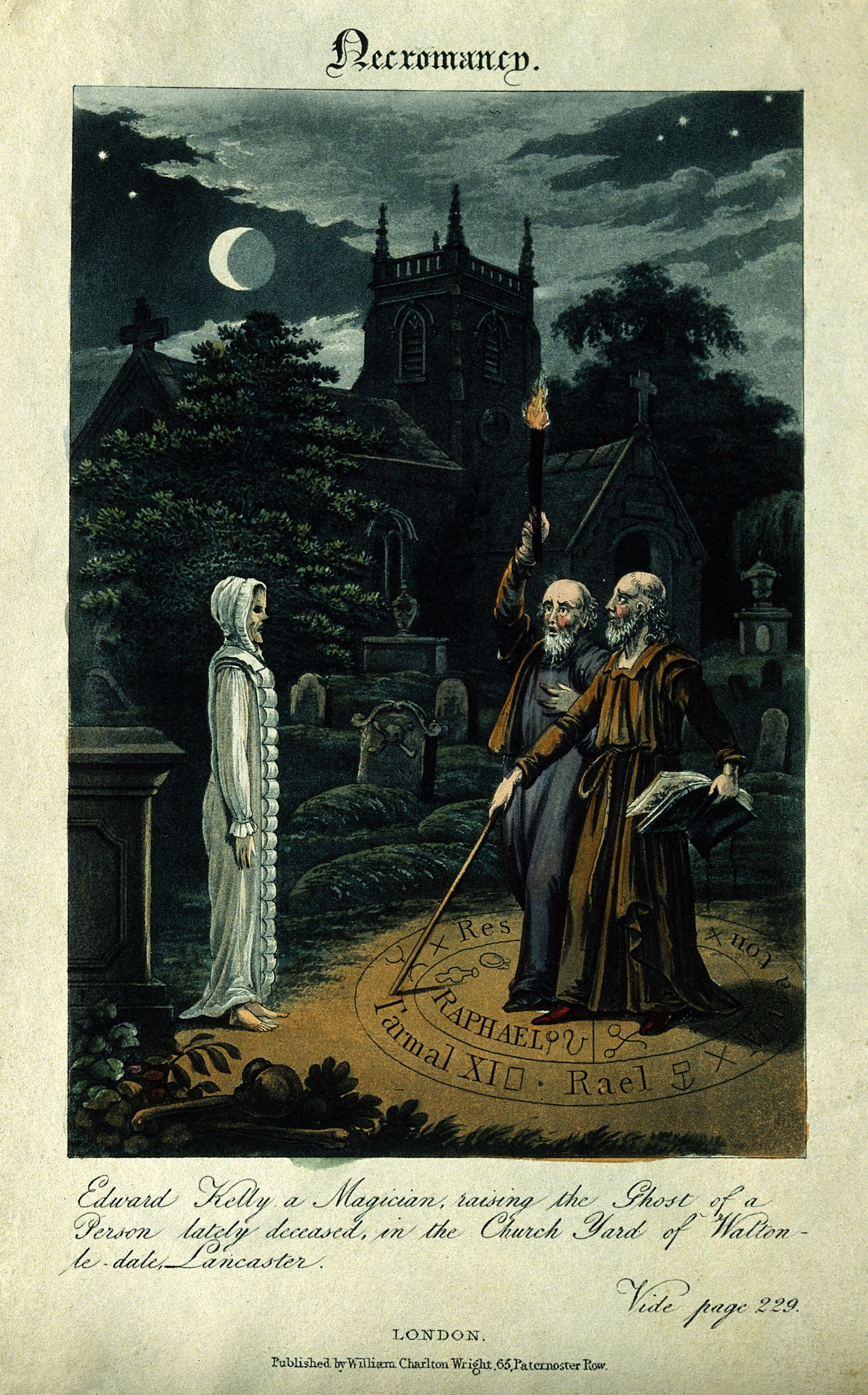
Gravura dos ocultistas John Dee e Edward Kelley "no ato de invocar o espírito de uma pessoa falecida"; de Astrology (1806) por Ebenezer Sibly.

Necromancia (necro do grego clássico νεκρός, nekrós, "morte"; e mancia de μαντεία, manteía, "adivinhação") é uma prática de magia envolvendo a suposta arte de comunicação com o morto — quer por evocação de seus espíritos como aparições, visões ou erguendo-os corporeamente — com a finalidade de adivinhação, transmitir os meios para prever eventos futuros, descobrir conhecimento oculto, trazer alguém de volta dos mortos ou usar os mortos como uma arma. Segundo a Encyclopedia of Religion: "Limitada à prática da conjuração mágica dos mortos, a necromancia não inclui a comunicação por meio de médiuns, como no espiritualismo ou no espiritismo. Nem inclui encontros com as almas dos mortos durante as viagens espirituais dos xamãs, aparições de fantasmas ou comunicações em sonhos, com a possível exceção daquelas em sonhos resultantes de incubação."
A palavra necromancia é adaptada do latim tardio necromantia, ela própria emprestada do grego pós-clássico νεκρομαντεία (nekromanteía), um composto do grego antigo νεκρός (nekrós), "corpo morto" e μαντεία (manteía), "adivinhação por meio de"; esta forma composta foi usada pela primeira vez por Orígenes de Alexandria no século III d.C. O termo grego clássico era ἡ νέκυια (nekyia), do episódio da Odisseia em que Odisseu visita o reino das almas mortas e νεκρομαντεία no grego helenístico, traduzido como necromantīa em latim e como necromancia no inglês do século XVII. É provável que uma corrupção do termo levou à palavra nigromancia (do latim niger, negro), associando a prática a magia negra ou bruxaria e às vezes referida como "Magia da Morte".

## Antiguidade
A necromancia primitiva estava relacionada ao — e provavelmente evoluiu do — xamanismo, que invoca espíritos como os fantasmas dos ancestrais. Os necromantes clássicos se dirigiam aos mortos "em uma mistura de guinchos agudos e zumbidos baixos", comparável aos murmúrios em estado de transe dos xamãs. A necromancia prevalecia em toda a antiguidade ocidental, com registros de sua prática no antigo Egito, Babilônia, Grécia e Roma. Em sua Geographica, Estrabão se refere a νεκρομαντία (nekromantia), ou "adivinhadores dos mortos", como os principais praticantes de adivinhação entre o povo da Pérsia, e acredita-se que também tenha sido difundida entre os povos da Caldeia (particularmente os sabeus, ou "adoradores-de-estrelas"), Etrúria e Babilônia. Os necromantes da Babilônia eram chamados de mušelu ettemi ou ša'etemmi, e os espíritos que eles levantavam eram chamados de etemmu.
O mais antigo relato literário de necromancia é encontrado na Odisseia de Homero. Sob a direção de Circe, uma feiticeira poderosa, Odisseu viaja para o submundo (catábase) a fim de obter informações sobre sua iminente viagem para casa, levantando os espíritos dos mortos com o uso de feitiços que Circe lhe ensinou. Ele deseja invocar e questionar a sombra de Tirésias em particular; no entanto, ele é incapaz de convocar o espírito do vidente sem a ajuda de outros. Passagens da Odisseia contêm muitas referências descritivas para rituais necromânticos: ritos deve ser realizada em torno de um poço com fogo durante as horas noturnas, e Odisseu tem de seguir uma fórmula específica, que inclui o sangue dos animais sacrificados, para compor uma libação aos mortos que ele bebe enquanto recita orações para os fantasmas e deuses do submundo.
Práticas como essas, variando do mundano ao grotesco, eram comumente associadas à necromancia. Os rituais podem ser bastante elaborados, envolvendo círculos mágicos, varinhas, talismãs e encantamentos. O necromante também pode se cercar de aspectos mórbidos da morte, que geralmente incluem vestir as roupas do falecido e consumir alimentos que simbolizam a falta de vida e a decomposição, como pão preto sem fermento e suco de uva não fermentado. Alguns necromantes chegaram ao ponto de tomar parte na mutilação e no consumo de cadáveres. Essas cerimônias podiam durar horas, dias ou mesmo semanas, levando à eventual convocação de espíritos. Frequentemente, eram realizados em locais de sepultamento ou outros pontos melancólicos que se adequavam às diretrizes específicas do necromante. Além disso, os necromantes preferiram convocar os recém-falecidos com base na premissa de que suas revelações seriam faladas com mais clareza. Esse período de tempo era geralmente limitado aos doze meses após a morte do corpo físico; uma vez decorrido esse período, os necromantes evocariam o espírito fantasmagórico do falecido.
Enquanto algumas culturas consideravam o conhecimento dos mortos ilimitado, os antigos gregos e romanos acreditavam que as sombras individuais sabiam apenas certas coisas. O valor aparente de seus conselhos pode ter se baseado em coisas que eles sabiam em vida ou no conhecimento que adquiriram após a morte. Ovídio escreve em suas Metamorfoses de um mercado no submundo onde os mortos se reúnem para trocar notícias e fofocas.
No Mabinogion, uma coleção de histórias orais tradicionais galesas que se originam dos séculos VII e VIII, que foi gravada em manuscritos entre 1350 e 1410, registra Bran presenteando Matholwch com novos cavalos e presentes, incluindo um caldeirão mágico Pair Dadeni que traz o morto de volta à vida.
Existem também várias referências a necromantes – chamados de "conjuradores de ossos" entre os judeus do período helenístico posterior – na Bíblia. O Livro de Deuteronômio(18:9–12) adverte explicitamente os israelitas contra o envolvimento na prática cananeia de adivinhação dos mortos:
9Quando entrares na terra que o Senhor teu Deus te dá, não aprenderás a fazer conforme as abominações daquelas nações.10Não se achará entre vós quem faça seu filho ou sua filha passar pelo fogo, ou que use adivinhação, ou um observador dos tempos, ou um feiticeiro, ou uma bruxa,11ou um encantador, ou um consultor com espíritos familiares, ou um mago ou um necromante.12Pois todos os que fazem essas coisas são abominação ao Senhor; e por causa dessas abominações o Senhor teu Deus os expulsa de diante de ti (KJV).

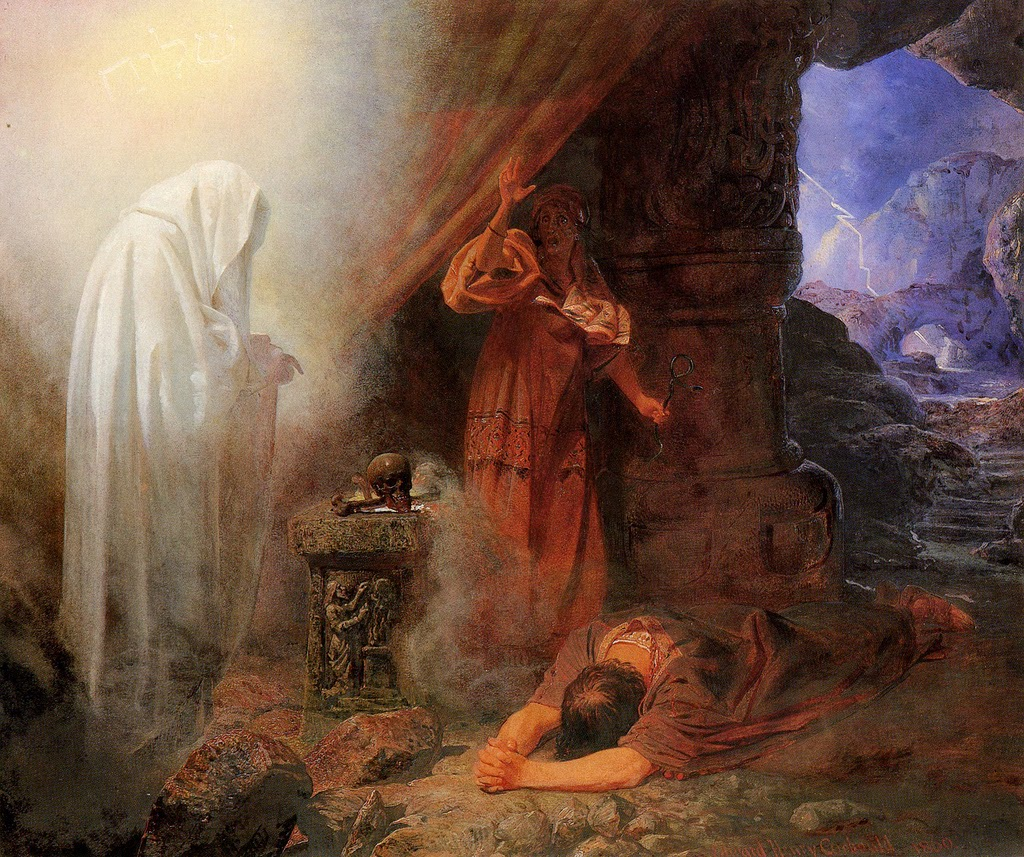
Representação da cena em que Saul conjura o espírito de Samuel por meio de uma adivinha ("Bruxa de Endor"). Pintura de Edward Henry Corbould

Embora a Lei mosaica prescrevesse a pena de morte para os praticantes da necromancia (Levítico 20:27), esse aviso nem sempre foi acatado. Um dos exemplos mais importantes é quando o Rei Saul fez com que a chamada "Bruxa" de Endor invocasse o espírito de Samuel, um juiz e profeta, do Sheol usando um poço de conjuração ritual (1 Samuel 28:3–25). O termo usado para se referir à mulher não foi a palavra hebraica para "feiticeira" ou "bruxa", mas um composto que significa "mulher que é adivinha de fantasmas". Saul exigiu-lhe: "Adivinhe para mim um fantasma, e traga aquele que eu lhe disser!". A médium ficou assustada, pois poderia morrer transgredindo a proibição de consultar mortos, já que Saul matou sacerdotes e exilou adivinhos de espíritos, mas ironicamente ele requisitou a prática quando não conseguiu se comunicar com YHWH por nenhum outro meio. Nem a médium nem Saul foram condenados enquanto a realizaram. A adivinha ficou chocada com a presença do verdadeiro espírito de Samuel, pois em 1Sm 28:12 está escrito: "quando a mulher viu Samuel, gritou em alta voz". Samuel questionou seu despertar perguntando: "Por que me inquietaste?".
No Sanhedrin 65b do Talmude Babilônico está escrito  "Nossos Rabis ensinaram: Ba'al 'ob denota ambos aquele que conjura os mortos por meio de encantos, e aquele que consulta uma caveira" e o rabino Bartenura (século XV) elabora em um comentário da Mixná: "Ele toma uma caveira de uma pessoa morta após a carne ter se decomposto, e oferece incenso a ela, e pergunta-lhe sobre o futuro, e ela [a caveira] responde." Apesar da proibição judaica de consultar invocadores, algumas vertentes do judaísmo posteriormente interpretaram que, desde que a comunicação com médium não resulte em adoração a mortos e não incorra em idolatria, mas seja em nomes santos de Deus, ela pode ser permitida, como o rabino Kaplan Spitz indica sobre a realização desse contato a partir de 1600: "várias correntes de judaísmo permitem invocar o espírito dos falecidos e o uso de médiuns. A proibição bíblica contra a necromancia se limita a invocar os mortos como um ato religioso idólatra ... conjurar os mortos por meio do uso de técnicas místicas judaicas aceitáveis, como recombinações das letras do nome de Deus, é visto como um ato sagrado. A tradição judaica também desencoraja o uso de médiuns para prever o futuro, pois fazer isso contradiz os princípios judaicos básicos de livre arbítrio e responsabilidade individual pelo futuro."

Alguns escritores cristãos mais tarde rejeitaram a ideia de que os humanos poderiam trazer de volta os espíritos dos mortos e interpretaram essas sombras como demônios disfarçados, combinando assim a necromancia com a invocação de demônios. Cesário de Arles implora ao seu público que não dê valor a nenhum demônio ou deus além do Deus cristão, mesmo que a operação de feitiços pareça trazer benefícios. Ele afirma que os demônios só agem com a permissão divina e são permitidos por Deus para testar os cristãos. Cesário não condena o homem aqui; ele apenas afirma que a arte da necromancia existe, embora seja proibida pela Bíblia.